# 猪子寿之
猪子 寿之（いのこ としゆき、1977年4月15日 - ）は、日本の実業家。アーティスト集団チームラボ代表。四国大学特任教授。徳島県徳島市出身。東京大学工学部計数工学科卒業。大阪芸術大学アートサイエンス学科客員教授。

## 来歴
1996年3月に徳島県立城東高等学校卒業後、東京大学教養学部理科1類に入学。教養学部時代に1年間、アメリカに留学。
帰国後、工学部応用物理・計数工学科に進学。計数工学科の同級生と共同でチームラボを立ち上げる。2001年3月、東京大学工学部応用物理・計数工学科卒業。チームラボを会社組織とし、代表取締役に就任。
2016年4月、四国大学特任教授に就任。2017年、第67回芸術選奨新人賞受賞。

### チームラボ設立
- 1998年、「友達とずっと一緒にいたかった」「傍から見苦しく見えても、青春を終わらせたくなかった」「インターネットの誕生に衝撃を受けた」などの考えから[1]、東大の同級生であった青木俊介、東工大に通っていた幼馴染の吉村譲ら5名と共にチームラボを設立。この頃の仕事は、企業のホームページの製作請負が中心であった。
- 2000年12月に会社組織となり、有限会社チームラボ設立。その後も猪子は東京大学工学部と全国の高等専門学校の優秀なエンジニアの勧誘を続け、堺大輔など東大生が数多く参加するようになった。これにより、セレクトウェアなど独自技術の製品開発も手がけた。2002年8月、チームラボ株式会社に組織変更。

### ウェブ開発での実績
- 2006年、検索エンジン「サグール」を開発。既にgoogleの絶対優位が確立し、検索エンジンの開発会社は日本から消えていたが、「情報社会のエンジンになるものを作れない国はヤバイ[2]」と、独自の検索エンジンを模索した。
- さらに同年、産経新聞のニュース・ブログポータルサイト「iza!」を開発。それまでの新聞の形に異を唱え、情報化社会における新聞と読者の関係を見直した。関係者の不安をよそに、このサイトは全国紙トップの人気サイトとなり、産経デジタル社の当時の社長であった阿部雅美は、2006年の「Web人 of the year」に輝いた[3]。

なお、これらの実績が評価され、2008年には猪子自身も第6回Webクリエーション・アウォードにてWeb人賞を受賞している。

### 情報社会におけるソリューション事業
- その後も、「多くの産業、もしくは企業は、生み出す製品やサービス、そして存在自体が、“人がアート的だと感じるようなもの”でないと生き残れない社会になっていく」と公言し[5]、さまざまなスペシャリストが集うチームラボにて、WEBに留まらず様々な製品、サービスを作り続けている。

- 2012年には、欧州最大のバーチャルリアリティ博覧会「Laval Virtual 2012」にて、書家・紫舟とチームラボのコラボレーション作品「世界はこんなにもやさしく、うつくしい」が、「建築・芸術・文化賞」賞を受賞。同年、台湾で最も権威のある国立美術館にて、外国の企業では初となる個展を開くなどの実績を残す。チームラボが海外にも活躍の場を広げると共に、2012年9月29日には、自らも台湾・台北市で行われた「TEDxTaipei」にて講演を行った[6]。
- 2017年、「人と共に踊る鯉によって描かれる水面のドローイング-Infinity」ほかの成果が認められ、第67回芸術選奨文部科学大臣新人賞を受賞[7]。

## 人物
- 「ある建設会社の経営者一族は、三代続けて婿養子が東大卒だった。つまりは高級官僚に同級生がいる方が営業しやすいからそうなってるんじゃないか、だったら東大に入るしかないと思った」と語っている。[8]
- メディアやイベント、講演会への露出も多い。2010年2月26日には、テレビ朝日「朝まで生テレビ!」にパネラーとして出演し、2011年後半からは、毎日放送「情熱大陸」のため、密着取材を受けた（2012年7月15日O.A.）[9]。
- 日本の漫画やゲームが好きで、「目的そのものよりも、そこに至るまでの行為そのものが楽しい」というチームラボのコンセプト（『New Value in Behavior』と名付けている）を、大ヒットゲーム「スーパーマリオブラザーズ」から発見する[10] など、それらの趣味を仕事にも活かしている。
- 2012年11月5日放送の「ビートたけしのTVタックル」ほか多くのメディアで、「コミュニケーション能力の高い学生よりは、専門性の高い学生が欲しい」と発言している[11]。
- しばしばチームラボを漫画「ONE PIECE」の麦わらの一味に例え、スタッフ全員が生き残るために互いに無い部分を補い合うという意味で「チーム」と冠している、と語っている[12]。
- 独身。

## 出演
テレビ
- 朝まで生テレビ! （テレビ朝日）
  - 激論！凋落ニッポンと若手起業家の“成長戦略” （2010年2月27日）
  - 激論！出でよ！平成の龍馬～平成鎖国・日本を打破するのは誰か～ （2010年4月30日）
  - 激論！”若者不幸社会” （2010年7月24日）
  - 激論！萎縮する日本！～行き詰まりからの脱却～ （2011年1月1日）
  - 激論！“幸福な若者”の本音！？（2012年2月25日）
- ビートたけしのTVタックル （2010年9月13日・11月29日・12月20日、2011年1月24日・2月28日・9月12日、2012年1月30日・11月5日、2014年5月26日、2015年1月12日　テレビ朝日）
- ニッポンのジレンマ （NHK Eテレ）
  - 震災の年から希望の年へ （2012年1月1日）
  - 僕らの救国の教育論 （2012年5月11日）
  - 格差を越えて 僕らの新たな働き方 （2013年1月1日）
  - 数理のチカラ、僕らの未来 （2013年6月30日）
  - 元日SP ニッポンの大転換2015 （2015年1月1日）
- 情熱大陸 （2012年7月15日　毎日放送）[13]
- YOU MAY DREAM（2013年8月3日　テレビ朝日）
- アナザースカイ （2014年1月31日、2016年5月6日　日本テレビ）
- THE BRAINSTORMING （2014年3月2日　フジテレビ）
- 全力教室 （2014年3月24日　フジテレビ）
- 卒業文集の夢、叶いましたか？?夢の答え合わせバラエティ? （2014年7月28日　テレビ東京)
- SENSORS (2014年10月5日・10月12日・12月28日、2015年1月18日・2月1日　日本テレビ)
- BUMP OF CHICKEN クリエイターたちとの創造 （2014年12月8日　NHK総合)
- 心ゆさぶれ!先輩ROCK YOU （2014年12月20日　日本テレビ）
- 課外授業 ようこそ先輩 新春スペシャル「デジタルで世界を変える・猪子寿之」 （2015年1月2日　NHK Eテレ）
- SWITCHインタビュー 達人達 （2015年1月17日・24日　NHK Eテレ） 田村淳(ロンドンブーツ1号2号)と対談。
- 東北発☆未来塾 「猪子寿之の電脳教室」（2015年12月7日・14日・21日・28日、NHK Eテレ） 全4回
- スタジオパークからこんにちは （2016年7月1日　NHK総合）
- プロフェッショナル 仕事の流儀 「デジタルクリエイター・猪子寿之」（2016年7月11日、NHK総合）[14]
- 探検バクモン 「世界が注目！日本のテクノロジー×アート」（2018年7月18日、NHK総合）- ゲスト出演[15]
- イノベーターズ～新時代を作る者たち～ （2019年3月23日、テレビ東京）[16]
- 夢遺産～リーダーの夢の先～（2019年4月1日、テレビ東京）[17]
- GoNEXT-未来へ駆けぬける- チームラボ代表 猪子寿之（2021年5月11日、TBS）[18]
- 新美の巨人たち 『チームラボボーダレス』×シシド・カフカ（2021年8月28日、テレビ東京）[19]
- 日経スペシャル カンブリア宮殿 常識破りのスペシャリスト集団 「チームラボ」の正体（2022年12月8日、テレビ東京）- チームラボ代表として出演[20]。

ラジオ
- RADIO×SPIDER （2010年8月27日、J-WAVE） 草野絵美と対談。
- JAM THE WORLD （2012年4月17日、2014年6月10日　J-WAVE） 津田大介と対談。

## 書籍
- 徹底討論！ニッポンのジレンマ [絶望の時代の希望論] （共著者の1人、編:NHK Eテレ「新世代が解く！ニッポンのジレンマ」制作班）（2012年3月3日　祥伝社） ISBN 9784396614140
- 日本的想像力と 「新しい人間性」のゆくえ PLANETS SELECTION for Kindle [Kindle版]（2013年7月　PLANETS） 対談。
- 「大企業の時代」は終わったか【Voice S】 （2013年8月9日　PHP研究所） 夏野剛と対談。
- チームラボって、何者? [DVD付] （監修:猪子寿之）（2013年12月19日、マガジンハウス）ISBN 9784838726318
- 「ITビジネスの原理」特別編集 10分対談 ログミー転載まとめ （2014年2月11日　Kindle） 共著の1人。
- 静かなる革命へのブループリント この国の未来をつくる7つの対話 （共著者の1人、編著:宇野常寛）（2014年6月25日　河出書房新社）ISBN 9784309246611
- 知の謎はインターネットで解き明かせるか(インタビュー) DIAMOND ハーバード・ビジネス・レビュー論文（2015年9月21日、聞き手：DIAMONDハーバード・ビジネス・レビュー編集部、kindle版）
- 人類を前に進めたい　チームラボと境界のない世界（共著者:宇野常寛）（2019年11月21日、株式会社PLANETS／第二次惑星開発委員会）- 宇野常寛と対談 ISBN 9784905325147